# 家裁調査官・山ノ坊晃
『家裁調査官・山ノ坊晃』（かさいちょうさかん・やまのぼうあきら）は、2016年から2017年までテレビ朝日系で放送されていたテレビドラマシリーズ。主演は小泉孝太郎。
副題は「紛争解決100%の男」。
放送枠は「土曜プライム・土曜ワイド劇場」（第1作）、「日曜ワイド」（第2作）。

## 登場人物

### 東京家庭裁判所西部支部
山ノ坊晃
演 - 小泉孝太郎（幼少期：藤本悠希〈第2作〉）
調査官。変わり者として有名で自分勝手な行動で芦田を振り回している。依頼人一家のため、そして彼らの子供の将来のため、自分なりの信念と正義感を信じて突き進む。芦田もそのことをわかっているため、決して彼を嫌っているわけではない。
ニックネームは「坊ちゃん」。これは「名家の生まれなのに出来損ない」という侮蔑の意味合いが強く、平時はほとんどこのあだ名で呼ばれない。
5歳の時に放火で実の両親を失い、遠縁の山ノ坊家の養子になった。悲惨な過去だが決して笑顔を失っておらず、その理由として「今が幸せだから」と語っている。
遠藤警部補と芦田は当初、彼が山ノ坊家の長男であり、さらに養子であることを知らなかった。
芦田誠
演 - 小倉久寛
裁判官。晃のことは「悩みの種」と語っているが、「信頼できるパートナー」とも考えており、遠藤警部補が彼をコキ下ろした時は反論して擁護している。
第2作では、松沼あかねから晃の過去を聞くことに。
杉村こずえ
演 - 河合美智子（第1作）
主任調査官。芦田と共に晃の奇行に呆れているが、決して嫌っているわけではない。エンディングでは、晃からかなりの経費を請求されてパニックになっていた。
松沼あかね
演 - 竹内都子（第2作）
主任調査官。杉村こずえに代わって登場。些細な会話をきっかけに晃が放火で両親を失ったことを知り、後に芦田に伝えた。

### 警視庁武蔵野中央警察署
遠藤勝也
演 - 尾美としのり
刑事課 主任。階級は警部補。怒りっぽく手の早い性格で、チンピラを殴って始末書を書かされることもある。勝手に捜査する晃のことは煙たがっており、当初はほとんど容疑者扱いして取り調べをした（第1作）。次第に晃の過去や人となりを知って行き、無意味に怒鳴ったりすることはなくなったが、捜査に口を出すことに対しては快く思っていない。
第2作から山ノ坊京と交際中と思しきシーンが出てくるが、お互いに関係は否定している（特に遠藤の方は京との関係は望んでいないとも取れる言動を見せる）。実際、晃に対して「オレ、お前の家族苦手なんだよ」と電話越しに述べている。
今西正則
演 - 赤木悠真
刑事課。遠藤の部下。
田畑晴信
演 - 宇井晴雄
刑事課。階級は巡査部長。遠藤の部下。
町田
演 - 佐野元哉（第1作）
刑事課 班長。
村松
演 - 村松和輝（第1作）
刑事課。町田の部下。

### 山ノ坊家
山ノ坊京（みやこ）
演 - 堀内敬子
晃の姉。東京地方検察庁西部支部検察官。
バツイチの出戻り。性格はかなりキツく、何かにつけて晃をコキ下ろす。母親とは仲が悪いが、いがみ合っているというほどではない。第2作から遠藤とは交際中のようだが互いに否定している。しかし遠藤が強く否定すると責めるような口調になったりと、京自身はさほど嫌がっているわけでもないようである。
山ノ坊光子
演 - 前田美波里
晃と京の母。大手「新中央法律事務所」代表弁護士。
バツイチ出戻りの京には手厳しく、逆に晃には甘い。
山ノ坊賢一
演 - 石橋蓮司
晃と京の父。東京高等裁判所判事。お決まりのセリフは「静粛に！」。晃のことは可愛がっており、彼が使命感から事件に首を突っ込む覚悟だと知ると応援している（それを聞いた遠藤からは「どうなってんだこの一家は」と完全に呆れられているが）。
家長だが晃以外の親族には余り尊敬されておらず、家政婦にすらないがしろにされるような扱いを受ける。2作目ではコメディリリーフ担当の要素が強くなった。

### その他
武山小枝子
演 - 宍戸美和公
山ノ坊家の家政婦。

### ゲスト
第1作「離婚調停中の夫が愛人殺害!?“白骨の美女”が隠した3億円の謎をセレブ一家のワケあり息子が解く!!」（2016年）
- 片瀬綾乃（離婚調停申立人・セレクトショップ「ウィズセレクト」社員） - 宮本真希
- 片瀬哲夫（離婚調停相手方・綾乃の夫・日丸商事 社員） - 葛山信吾
- 勝俣あずさ（フリーター） - 大竹一重
- 磯村幸彦（「むさし無線」のタクシードライバー） - 湯江健幸
- 内藤由香里（白骨死体） - 松下恵
- 藤波孝則（あずさのヒモ） - 柳憂怜
- 工藤忠文（調停委員） - 小杉幸彦
- 仲西康代（調停委員） - ふくまつみ
- ミキ（ウィズセレクト 社員・綾乃の部下） - 野口径
- サトミ（ウィズセレクト 秘書） - 仲嶺奈里子
- カナエ（ウィズセレクト 社員・綾乃の部下） - 宮ゆい
- 大河原の別荘の近所 - 杉野なつ美
- 片瀬とぶつかった男 - 田上晃吉
- 「南都留レイクリゾート分譲別荘地 管理事務所」職員 - 今村廣則
- 「むさし無線 配車センター」配車係 - 依田哲哉
- 三枝琴美（ウィズセレクト 社長） - 佐藤藍子
- 大河原弥生（大河原勇作の妻） - 山口果林
- 片瀬健太（片瀬夫妻の長男・武蔵野ひかり保育園 児童） - 岡本拓真
- 大河原勇作（資産家・5年前 山中湖で転落死） - 小川聡
- 警官 - 池田繁孝、山本啓之
- 池上翔介（たこ焼き屋台の店主） - 栗山航
- 佐久間エリカ（ぼったくりの前科者） - 夏緒

第2作「消えた遺産10億円をめぐって争う兄妹と、謎の美女!? 暗号の遺書に秘められた驚くべき真実とは!?」（2017年）
- 藤ヶ丘正之（浩一郎の長男・輸入雑貨関連の経営者） - 羽場裕一（幼少期：松本新の介）
- 高梨晴美（浩一郎の長女） - 霧島れいか（幼少期：石井心咲）
- 藤ヶ丘幸次（浩一郎の次男・コンビニのアルバイト・15年前に藤ヶ丘不動産を解雇される） - 河相我聞（幼少期：大山蓮斗）
- 藤ヶ丘浩一郎（藤ヶ丘不動産 社長） - 河原崎建三
- 峰村芙由子（藤ヶ丘家の住み込み家政婦） - ふせえり
- 幸次のアパート大家 - 十貫寺梅軒
- 森山記念病院 医師 - 加門良
- 八ヶ岳の住民 - 水野直
- 高梨まどか（俊作と晴美の娘） - 上杉美風
- 小宮山和幸（浩一郎と土地売買で揉めていた男） - 梨本謙次郎
- 岡林奈々子（幸次と2年前から交際している女性・昼は事務員で夜はホステス） - 菊池麻衣子
- 田崎守（庭師） - 加藤茶
- 森山記念病院 看護師 - 倉多七与
- 鈴木（コンビニ店長） - 六八茂
- コンビニ客の親子 - 泉春花、知久杏朱
- 藤ヶ丘孝明（正之と瑠璃子の息子・引きこもり） - 岡田賢飛
- 高梨俊作（晴美の夫・自称ミュージシャン兼スタジオ経営者） - 大鶴義丹
- 藤ヶ丘瑠璃子（正之の妻） - 床嶋佳子

## スタッフ
- 脚本 - 深沢正樹
- 監督 - 赤羽博
- サウンドデザイン - 石井和之
- リーガルアドバイス - 柴崎菊恵
- 技術協力 - WING-T
- 美術協力 - 京映アーツ
- 取材協力 - 公益社団法人家庭問題情報センター
- プロデューサー - 関拓也（テレビ朝日）、岩﨑文（ユニオン映画）
- 制作 - テレビ朝日、ユニオン映画

## 放送日程
| 話数 | 放送日       | サブタイトル                                                                               | 脚本     | 監督   |
| ---- | ------------ | ------------------------------------------------------------------------------------------ | -------- | ------ |
| 1    | 2016年5月7日 | 離婚調停中の夫が愛人殺害!? “白骨の美女”が隠した3億円の謎をセレブ一家のワケあり息子が解く!! | 深沢正樹 | 赤羽博 |
| 2    | 2017年7月9日 | 消えた遺産10億円をめぐって争う兄妹と、謎の美女!? 暗号の遺書に秘められた驚くべき真実とは!?  | 深沢正樹 | 赤羽博 |